# Paracrenhydrosoma cornuta
Paracrenhydrosoma cornuta is een eenoogkreeftjessoort uit de familie van de Cletodidae. De wetenschappelijke naam van de soort is voor het eerst geldig gepubliceerd in 2008 door Kornev & Chertoprud.